# Långtjärnen (Söderbärke socken, Dalarna, 665567-147835)
Långtjärnen är en sjö i Smedjebackens kommun i Dalarna och ingår i Norrströms huvudavrinningsområde. Sjöns area är 0,03 kvadratkilometer och den befinner sig 278 meter över havet.